# Christopher Myngs
Christopher Myngs (Norfolk, 1625 – Londra, 1666) è stato un corsaro e ammiraglio inglese.

## Biografia
Nato nel 1625, è probabile che in gioventù prima del 1648 fosse già imbarcato. I primi dati certi lo indicano come capitano dell'Elisabeth, che dopo una ardita azione, durante la prima guerra anglo-olandese, catturò un convoglio olandese con due battelli classe Man-of-war. Dal 1653 al 1655 continuò a comandare l'Elisabeth, con il favore del consiglio di stato e raccomandato per la promozione da parte degli ufficiali di bandiera sotto i quali prestò servizio.
Nel 1655 fu nominato alla fregata Marston Moor, il cui equipaggio era sull'orlo dell'ammutinamento. Le sue misure ferme sedarono lo spirito insubordinato, e portò la nave nelle Indie Occidentali, arrivando nel gennaio 1656 in Giamaica dove divenne il sottocomandante della flottiglia navale alla Jamaica Station, fino all'estate del 1657.
Nel febbraio 1658 tornò in Giamaica come comandante navale, attuando la guerra di corsa durante la Guerra anglo-spagnola (1655-1660). Durante queste azioni si fece la fama di compiere crudeltà inutili, saccheggiando e massacrando intere città al comando di flotte di bucanieri. Nel 1658, dopo aver respinto un attacco spagnolo, fece irruzione sulle coste del Sud America; non riuscendo a conquistare una flotta spagnola del tesoro, distrusse Tolà e Santa Maria nell'odierna Colombia; nel 1659 saccheggiò Cumaná, Puerto Cabello e Coro nell'attuale Venezuela, dove fu sequestrato un grande bottino d'argento in venti casse.
Il governo spagnolo lo considerava un comune pirata e assassino di massa, per cui protestò con il governo inglese di Oliver Cromwell ma senza alcun risultato. Poiché Myngs aveva suddiviso metà del bottino del suo raid del 1659, circa un quarto di milione di sterline, con i bucanieri contro gli ordini espliciti di Edward D'Oyley, il comandante inglese della Giamaica, fu arrestato per appropriazione indebita e rispedito in Inghilterra con la fregata Marston Moor nel 1660.
Il governo della Restaurazione lo mantenne al comando, tuttavia, e nell'agosto 1662 lo inviò in Giamaica al comando dell'HMS Centurion al fine di riprendere il comando della Jamaica Station, nonostante la guerra con la Spagna fosse finita.
Questo faceva parte della strategia segreta inglese di minare il dominio spagnolo della zona, distruggendone il più possibile le infrastrutture. Nel 1662 Myngs decise che il modo migliore per raggiungere questo obiettivo era quello di impiegare i bucanieri promettendo loro l'opportunità di saccheggi e rapine sfrenate. In ciò aveva il pieno sostegno del nuovo governatore, Lord Windsor, che predispose un contingente di soldati per riempire i ranghi di Myngs di uomini scontenti.
Quell'anno saccheggiò Santiago de Cuba nonostante le sue forti difese. Nel 1663 i bucanieri provenienti da tutti i Caraibi si unirono a lui. Myngs diresse la più grande flotta di bucanieri mai assemblata, quattordici navi forti e con 1400 pirati a bordo, tra cui i corsari Henry Morgan e Abraham Blauvelt, e saccheggiò San Francisco de Campeche nel mese di febbraio.
Durante l'attacco a San Francisco de Campeche Myngs stesso fu gravemente ferito e dovette lasciare Edward Mansvelt a capo del suo esercito di pirati. Nel 1664 tornò in Inghilterra per riprendersi. Nel 1665 fu nominato viceammiraglio nello squadrone del principe Ruperto del Palatinato. Come viceammiraglio del Bianco sotto il Lord Alto Ammiraglio James Stuart, duca di York e Albany, innalzò la sua bandiera durante la Seconda guerra anglo-olandese nella Battaglia di Lowestoft nel 1665, e per la sua parte in quell'azione ricevette l'onore del cavalierato.
Nello stesso anno prestò servizio sotto Edward Montagu, I conte di Sandwich, come viceammiraglio del Blu e dopo la disgrazia di Montagu sotto il suo successore, George Monck, I duca di Albemarle. Era distaccato presso lo squadrone verde del principe Rupert, quando l'11 giugno 1666 iniziò la grande battaglia dei Quattro Giorni, così fece ritorno alla flotta principale in tempo per prendere parte all'ultimo giorno di battaglia. In questa azione, quando la sua flotta fu circondata da quella del viceammiraglio Johan de Liefde a bordo della Ridderschap van Holland, fu ferito da una palla di moschetto sparata da un tiratore scelto prima gli attraversò la guancia e poi la spalla sinistra. Myngs morì poco dopo il suo ritorno a Londra.